# Elton Martinez Carvalho Leme
Elton Martinez Carvalho Leme (1960) es un abogado ambiental, botánico , y profesor brasileño; siendo estudioso en el campo de la taxonomía de la familia Bromeliaceae. Actualmente es Juez de la Corte del Estado de Río de Janeiro, y profesor de la Escuela Brasileña de Administración Pública de la Fundación Getulio Vargas - RJ.
Realizó dos especializaciones en Derecho Ambiental, en 1999, en la Facultad de Derecho de la Universidad Católica de Lovaina, y antes en 1997.

## Algunas publicaciones
- a.m. Amorim, elton m.c. Leme. Two new species of Quesnelia (Bromeliaceae: Bromelioideae) from the Atlantic Rainforest of Bahia, Brazil. Brittonia (Bronx) 61: 14-21, 2009

- elton m.c. Leme. Notes on Alcantarea: a New Medium-sized Species and Additions to A. roberto-kautskyi. J. of the Bromeliad Soc. 59: 19-27, 2009

- ------------------------. Alcantarea mucilaginosa, a new species from Espírito Santo, Brazil. J. of the Bromeliad Society 59: 12-15, 2009

- j. Peters, r. Vásques, a. Osinagaelton, e.m.c. Leme, k. Weising, p.l. Ibish. Towards a Taxonomic Revision of the Genus Fosterella (Bromeliaceae). Selbyana 29: 182-194, 2008

- elton m.c. Leme. A new Quesnelia Species from Bahia. J. of the Bromeliad Society 58: 269-271, 2008

- ------------------------. Studies on Orthophytum - Part IX, The subcomplex mello-barretoi and another new species.. Journal of the Bromeliad Society 58: 257-261, 2008

- ------------------------, c.n. Fraga, l.j.c. Kollmann, a.p. Fontana. Three New Alcantarea species from Espírito Santo and Minas Gerais, Brazil. J. of the Bromeliad Society 58: 205-216, 2008

- ------------------------, c.c. Paula. Studies on Orthophytum - Part VIII: Two New Species from Grão Mogol State Park, Minas Gerais, Brazil.. Journal of the Bromeliad Society, v. 58, p. 106-117, 2008

- ------------------------, w. Till, g.k. Brown, j.r. Grant, r. Govaerts. Eduandrea, a new generic name for Andrea.. Journal of the Bromeliad Society, v. 58, p. 61-64, 2008

- ------------------------, l.j.c. Kollmann, a.p. Fontana. Three New Cryptanthus Species from Espírito Santo and Bahia, Brazil. J. of the Bromeliad Society 58: 12-19, 2008

- ------------------------, c.c. Paula. Two new Alcantarea species from Minas Gerais, Brazil. J. of the Bromeliad Society 58: 5-11, 2008

- g.k. Brown, w. Till, elton m.c. Leme, j.r. Grant. A Review: Bromeliacea - Flora Fanerogâmica do Estado de São Paulo. J. of the Bromeliad Society 58: 159-162, 2008

### Libros
- j.a. Siqueira filho, elton m.c. Leme. Fragmentos de Mata Atlântica do Nordeste, Biodiversidade, Conservação e suas Bromélias. 1ª ed. Rio de Janeiro: Andrea Jakobsson Estúdio, 2006. 1 vol. 412 pp.

- elton m.c. Leme. Nidularium - Bromélias da Mata Atlântica. 1ª ed. Rio de Janeiro: Sextante, 2000. 1 vol. 263 pp.

- ------------------------. Canistropsis - Bromélias da Mata Atlântica. 1ª ed. Rio de Janeiro: Salamandra, 1998. 1 vol. 143 pp.

- ------------------------. Canistrum - Bromélias da Mata Atlântica. 1ª ed. Rio de Janeiro: Salamandra, 1997. 1 vol. 107 pp.

- ------------------------, l.c. Marigo. Bromélias na Natureza. 1ª ed. Rio de Janeiro: Marigo Com. Visual, 1983. 1 vol. 189 pp.

## Honores
- 2000: voto de felicitación por su dedicación a la preservación del ambiente, la Comisión de Ambiente de la Municipalidad de Río de Janeiro.
- 1999: Mención de Duque de Caxias, El Pacificador, el Ejército brasileño.
- Mérito Ecológico 1996, del Centro de Estudios Ecológicos y Educación Ambiental - CECO
- 1982: felicitaciones por el notable trabajo de investigación realizado en relación con las diferentes especies de bromelias del país, Comité de Educación, Cultura, Turismo y Protección del ambiente. Municipio de Río de Janeiro

- La abreviatura «Leme» se emplea para indicar a Elton Martinez Carvalho Leme como autoridad en la descripción y clasificación científica de los vegetales.[4]